# Clopton (Suffolk)
Pour les articles homonymes, voir Clopton.
Clopton est un village et une paroisse civile du Suffolk, en Angleterre.